# JEF United Ichihara Chiba
JEF United Ichihara Chiba är en japansk fotbollsklubb från Ichihara i Chiba prefektur. Laget spelar för närvarande (2020) i den näst högsta proffsligan J2 League. Laget bytte till sitt nuvarande namn 2005 för att även få använda Chiba som hemstad, och därmed få en större kundkrets. Laget är även känt som "JEF United Chiba", "JEF Chiba" eller bara "JEF". Namnet "JEF"  kommer ifrån lagets ägare JR East och Furukawa Electric.

## Titlar
- Yamazaki Nabisco Cup:
  - 2005, 2006

## Placering tidigare säsonger
| År   | Liga | M  | Po | V  | O  | F  | Pl      | Notering           |
| ---- | ---- | -- | -- | -- | -- | -- | ------- | ------------------ |
| 1993 | J    | 36 | -  | 14 | -  | 12 | 8 / 10  |                    |
| 1994 | J    | 44 | -  | 19 | -  | 25 | 9 / 12  |                    |
| 1995 | J    | 52 | 88 | 28 | -  | 24 | 5 / 14  |                    |
| 1996 | J    | 30 | 40 | 13 | -  | 17 | 9 / 16  |                    |
| 1997 | J    | 32 | 28 | 11 | -  | 21 | 13 / 17 |                    |
| 1998 | J    | 34 | 25 | 9  | -  | 25 | 16 / 18 |                    |
| 1999 | J1   | 30 | 28 | 10 | 2  | 18 | 13 / 16 |                    |
| 2000 | J1   | 30 | 28 | 9  | 2  | 19 | 14 / 16 |                    |
| 2001 | J1   | 30 | 50 | 17 | 2  | 11 | 3 / 16  |                    |
| 2002 | J1   | 30 | 41 | 13 | 3  | 14 | 7 / 16  |                    |
| 2003 | J1   | 30 | 53 | 15 | 8  | 7  | 3 / 16  |                    |
| 2004 | J1   | 30 | 50 | 13 | 11 | 6  | 4 / 16  |                    |
| 2005 | J1   | 34 | 59 | 16 | 11 | 7  | 4 / 18  |                    |
| 2006 | J1   | 34 | 44 | 13 | 5  | 16 | 11 / 18 |                    |
| 2007 | J1   | 34 | 42 | 12 | 6  | 16 | 13 / 18 |                    |
| 2008 | J1   | 34 | 38 | 10 | 8  | 16 | 15 / 18 |                    |
| 2009 | J1   | 34 | 27 | 5  | 12 | 17 | 18 / 18 | Nedflyttad till J2 |
| 2010 | J2   | 36 | 61 | 18 | 7  | 11 | 4 / 19  |                    |
| 2011 | J2   | 38 | 58 | 16 | 10 | 12 | 6 / 20  |                    |
| 2012 | J2   | 42 | 72 | 21 | 9  | 12 | 5 / 22  |                    |
| 2013 | J2   | 42 | 66 | 18 | 12 | 12 | 5 / 22  |                    |
| 2014 | J2   | 42 | 68 | 18 | 14 | 10 | 3 / 22  |                    |
| 2015 | J2   | 42 | 57 | 15 | 12 | 15 | 9 / 22  |                    |
| 2016 | J2   | 42 | 53 | 13 | 14 | 15 | 11 / 22 |                    |

## Spelartrupp
| Nr | Land      | Pos | Namn                      |
| -- | --------- | --- | ------------------------- |
| 1  | Japan     | MV  | Shota Arai                |
| 4  | Japan     | MF  | Taishi Taguchi            |
| 5  | Japan     | MF  | Yusuke Kobayashi          |
| 6  | Japan     | F   | Ikki Arai                 |
| 8  | Japan     | MF  | Koya Kazama               |
| 9  | Japan     | A   | Kengo Kawamata            |
| 10 | Japan     | MF  | Tomoya Miki               |
| 11 | Japan     | F   | Koki Yonekura             |
| 13 | Japan     | F   | Daisuke Suzuki (kapten)   |
| 14 | Japan     | MF  | Shuto Kojima              |
| 15 | Sydkorea  | F   | Jang Min-gyu              |
| 17 | Japan     | MF  | Takaki Fukumitsu          |
| 18 | Japan     | MF  | Andrew Kumagai            |
| 19 | Brasilien | A   | Saldanha (lån från Bahia) |
| 20 | Japan     | A   | Toshiyuki Takagi          |

| Nr | Land      | Pos | Namn                                     |
| -- | --------- | --- | ---------------------------------------- |
| 21 | Japan     | MF  | Yosuke Akiyama (lån från Vegalta Sendai) |
| 22 | Japan     | F   | Shogo Sasaki                             |
| 23 | Japan     | MV  | Ryota Suzuki                             |
| 25 | Japan     | MF  | Rui Sueyoshi                             |
| 26 | Japan     | F   | Shunsuke Nishikubo                       |
| 27 | Brasilien | A   | Tiago Leonço                             |
| 28 | Japan     | MF  | Tomoya Shinohara                         |
| 29 | Japan     | A   | Taichi Sakuma                            |
| 31 | Japan     | MV  | Sota Matsubara                           |
| 32 | Japan     | MF  | Issei Takahashi                          |
| 33 | Brasilien | F   | Daniel Alves (lån från Palmeiras)        |
| 34 | Japan     | MV  | Ryuto Miyake                             |
| 37 | Japan     | A   | Keita Buwanika                           |
| 40 | Japan     | A   | Solomon Sakuragawa                       |

## Tidigare spelare
| - Takeshi Okada - Yuki Abe - Takayuki Morimoto - Takayuki Suzuki - Seiichiro Maki - Seishiro Shimatani - Ken Naganuma - Kenji Tochio - Ryuzo Hiraki - Masao Uchino - Tsukasa Hosaka - Saburo Kawabuchi - Shigeo Yaegashi - Mitsuo Kamata - Takeo Takahashi - Norio Yoshimizu - Masakatsu Miyamoto - Kozo Arai - Choei Sato - Shigemi Ishii - Shoji Jo - Naotake Hanyu - Satoru Yamagishi - Yoshikazu Nagai - Eijun Kiyokumo - Kozo Tashima | - Yoshio Kato - Hiroshi Yoshida - Hideki Maeda - Yasuhiko Okudera - Satoshi Miyauchi - Hisashi Kaneko - Kazuo Echigo - Yoshiyuki Matsuyama - Masanao Sasaki - Yuji Sakakura - Nobuhiro Takeda - Takafumi Ogura - Kenichi Shimokawa - Tadatoshi Masuda - Tomoyuki Sakai - Shigeyoshi Mochizuki - Nozomi Hiroyama - Eisuke Nakanishi - Kazuyuki Toda - Teruaki Kurobe - Toshiya Fujita - Takayuki Chano - Shinji Murai - Yuto Sato - Koki Mizuno - Satoshi Yamaguchi | - Hisato Sato - Naoya Kondo - Hiroki Mizumoto - Koki Yonekura - Shu Kurata - Mark Milligan - Matthew Bingley - Mario Haas - Mirko Hrgović - Edin Mujčin - Ilian Stoyanov - Ivan Hašek - Pierre Littbarski - Frank Ordenewitz - Owusu Benson - Nenad Maslovar - Peter Bosz - Wynton Rufer - Eduardo Aranda - Gabriel Popescu - Nenad Đorđević - Rade Bogdanović - Ľubomír Moravčík - Nejc Pečnik - Željko Milinovič |